# ルーマニア空軍
ルーマニア空軍（ルーマニア語: Forţele Aeriene Române フォルツェレ・アエリエネ・ロムネ、FAR）は、ルーマニア軍の空軍。

## 概要
前身は1910年に創立されたルーマニア王立航空隊（ARR）にまで遡ることができる。その後、ルーマニア人民共和国空軍（FARPR）を経て、ルーマニア革命後に現在の名称に改められた。
英語では「Romanian Air Force」と呼ばれる。略称は「RoAF」である（イギリス空軍の略称「RAF」と区別するため）。
空軍参謀本部、5つの空軍基地、第1防空ミサイル旅団などから成る。

## 沿革

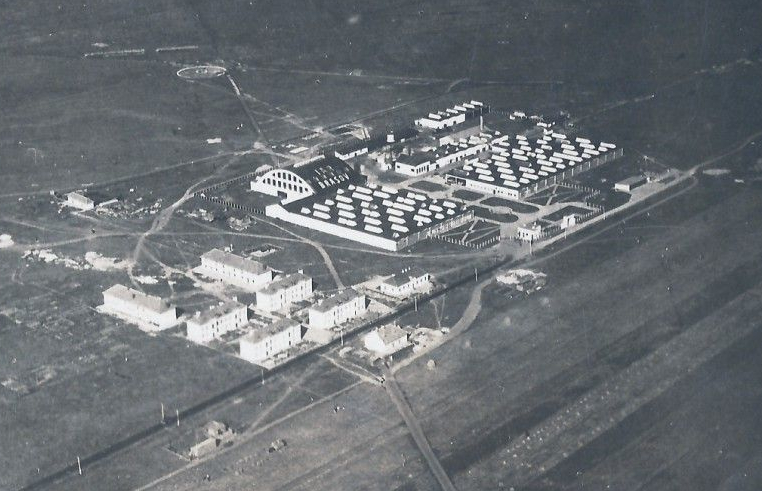
IARブラショフ工場

### 前史
日本などではカタパルトを使用して離陸したライトフライヤー号の飛行が人類初の動力飛行だと語られることが多いが、「人類初の動力飛行」についてはいくつかの異説がある。そのうちのひとつに、ルーマニアの飛行家トライアン・ヴイアが自作のヴイア-1で1906年3月18日にパリ近郊で約15 mの独立動力飛行を行ったのが最初であるという説がある。ロケットやジェットエンジンの研究も早くから行われ、世界初のジェット機コアンダ1910を開発し、ずっとのちになってジェット機開発に生かされることになるコアンダ効果を発見したのもルーマニア人のアンリ・コアンダであった。
このように、航空機時代の幕開けにおいてその最先端を走っていたルーマニアに航空隊が創設されたのはごく自然のことであったかもしれない。そして、ルーマニアでは第二次世界大戦での敗戦まで膨大な数の航空機が開発され、国内外へ配備されていったのである。

### ルーマニア王立空軍

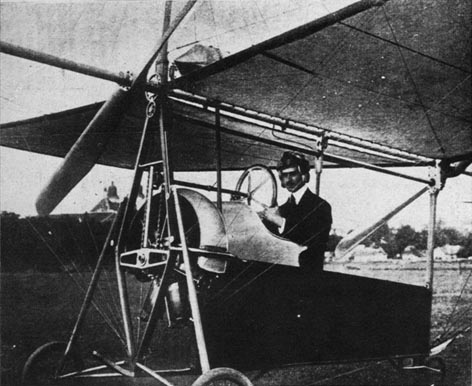
アウレル・ヴライクの設計による初期の航空機

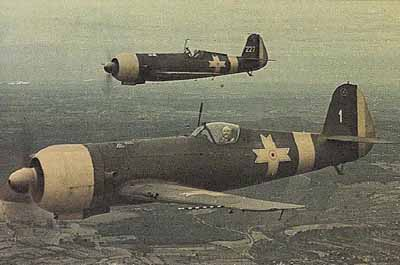
IAR-80

設立時、ルーマニア王立空軍（ルーマニア王立航空隊、Aeronautica Regală Română、ARR）は他国の航空隊と同様ブレリオ XIやファルマンを中心とする装備を保有していた。
1916年8月27日にルーマニア王国は第一次世界大戦へ参戦し、連合国側に立ってオーストリア・ハンガリー帝国と戦うこととなった。第一次大戦を通じて、航空隊の装備はニューポール製戦闘機などへ更新された。停戦後はトランシルヴァニアをめぐるハンガリーとの戦闘へも投入された。航空隊はバルカン半島方面での戦闘にも加わった。ルーマニア軍はハンガリー領であったウクライナのブコヴィナを占領し、これは1919年のサン＝ジェルマン条約により追認された。これにより、念願の「大ルーマニア」が実現された。
この年の9月19日には、北ベッサラビアにおいて旧ウクライナ国軍航空隊のR.XIVaが捕獲されたが、これがルーマニアにとって初の大型航空機となった。R.70とも呼ばれたR.XIVはツェッペリン・シュターケンによる「巨人機」シリーズのひとつで、翼長42.20 m、全長22.50 m、総重量11.848 tもある文字通りの「巨人機」で、これはのちにルーマニアが装備した4発爆撃機B-24よりもさらに大きかった。最大2 tの爆弾を搭載できるこの航空機は、260 馬力のレシプロエンジン4発によって飛行した。
戦間期には、航空隊はポーランドやフランスなどの航空先進国から新鋭機を導入するとともに自国での開発も続けた。IAR社によって開発された初めての自国製戦闘機IAR-14は航空隊に採用され、練習戦闘機として使用された。ポーランドのPZL社が開発したP.11戦闘機の改良型であるP.11fやP.24eもライセンス生産され、これをもとに「二次大戦最高のルーマニア戦闘機」と呼ばれるIAR-80シリーズが開発された。その他にも多くの航空機がライセンス生産され、ルーマニアの航空産業は大いに発展した。二次大戦が始まる頃には、約80種類の国産機が配備されていたといわれる。
二次大戦が勃発すると、ルーマニア国民は列強に対し無力であった国王カロル2世を退位させ、枢軸国側に立って参戦した。ルーマニア軍は、ベッサラビアを占領したソ連軍と激しい戦闘を行った。ルーマニア軍はスターリングラード攻防戦にも参加したが、そこで枢軸国側は大敗を喫し、以降ルーマニア航空隊も以前にまして厳しい戦いを強いられるようになった。ルーマニアにとって最大の重要軍事拠点であったコンスタンツァの工業地帯では国産のIAR-80やメッサーシュミット社製のBf 109などが防衛に当たり、米陸軍航空軍の爆撃機の迎撃に奮戦した。

### ルーマニア人民共和国空軍
1944年8月に再び政変が起こると、ルーマニアは今度は連合国側に寝返った。戦争は連合国側の勝利に終わったが、ルーマニアはソ連の進駐を受けた。1947年12月30日に人民政府により王政が倒されると、ルーマニアは国号をルーマニア人民共和国と改めた。
戦後、ルーマニアは枢軸国側についた咎で軍備の削減を求められたが、人民政府のもとでソ連からの支援を受け、1949年にルーマニア人民共和国空軍（Forţele Aeriene Republicii Populare Române、FARPR）の設立を果たした。
ニコラエ・チャウシェスク大統領の独自路線のもとでルーマニアの航空産業は再び堅調な発展を見せたが、ソ連の「下請け」という役割を大きく逸することは許されなかった。また、装備したMiG-23やMiG-29などの新鋭機は数が少なく、技術移転もされなかった。その点で戦後のルーマニアの航空産業に大きな寄与をしたのはYak-52などの多目的機であった。また、多数が配備されたMiG-21シリーズは国内で全面的な整備が行われていた。

### ルーマニア空軍

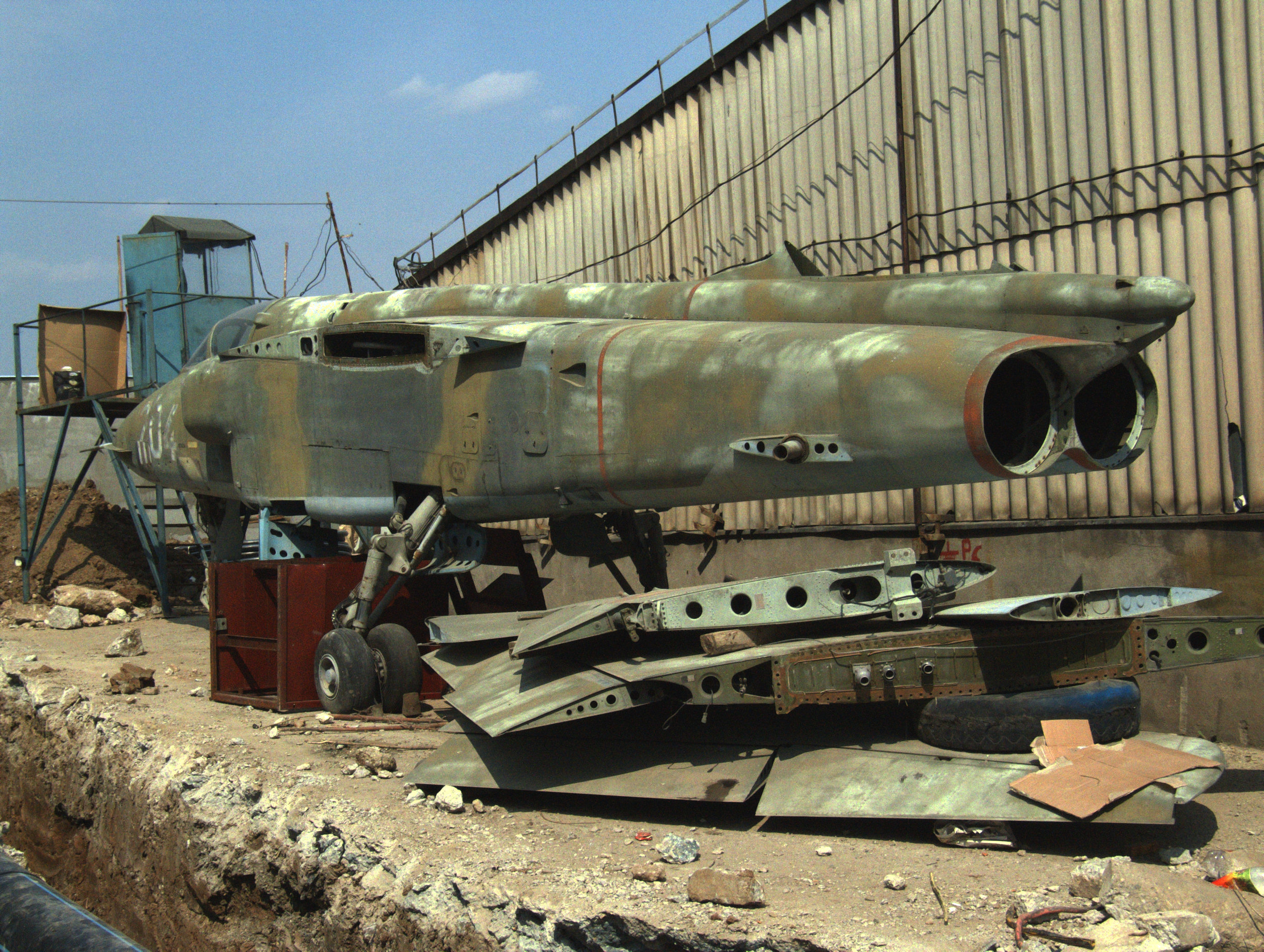
解体されるIAR-93

1989年のいわゆるルーマニア革命の後、空軍はルーマニア空軍（FAR）と改称された。

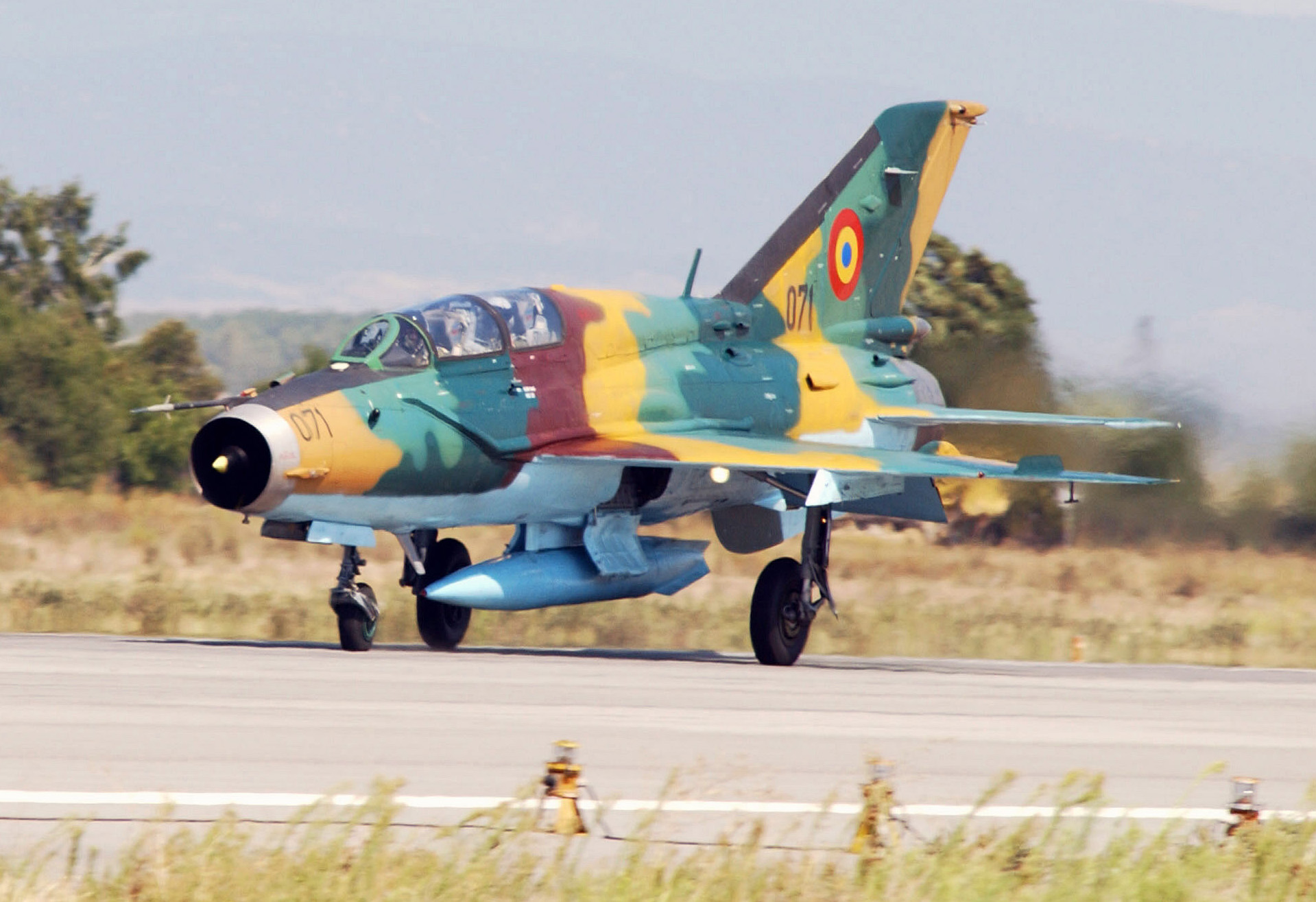
MiG-21UM ランサーB

現在のルーマニア空軍の航空戦力は、ルーマニアのアエロスター社とイスラエルのIAI、エルビット・システムズによるMiG-21の近代化改修型であるMiG-21ランサーA/B/C 36機を主力としている。MiG-23やMiG-29など維持費用のかかる複雑な機体は軍事予算の縮小や機体自体の老朽化により2004年までにすべて退役した。また、ユーゴスラヴィア紛争でユーゴスラヴィアの航空産業が大きな被害を受けたため、同国のSOKO社と共同開発したJ-22オラオ（IAR-93ヴルトゥル）は技術協力が得られなくなり、すべて退役している。IAR-99ショイムは、現在国内への配備と海外への輸出が努力されている国産の練習機・軽攻撃機である。その他、ソ連で開発された軽多目的機Yak-52を国産化したIAK-52の各派生型など、小型機の生産にも力を入れている。
輸送機としては、ソ連製のAn-24やAn-26退役後は、C-130やC-27Jを導入している。
ヘリコプターも多数保有しており、フランスのSA.330プーマをライセンス生産したIAR-330Hなどを配備している。また、対戦車ヘリコプターとしては派生型のIAR-330LプーマSOCATを配備している。他の旧ワルシャワ条約機構加盟諸国と違い、ソ連製のMi-8やMi-24ハインドなどは少数しか用いられていなかった。
2004年に北大西洋条約機構（NATO）に加盟したことに伴い、ヨーロッパ各国の軍隊と共同訓練を行う機会も増えており、組織・装備の再編成が行われている。2009年の経済不況からMiG-21ランサーの後継機導入は延期となっていたが、2013年にはポルトガル空軍の中古のF-16を12機導入することを決定した。

## 組織
- 空軍参謀本部
- 空軍第57空軍基地「ミハイ・コガルニチャヌ」
- 空軍第71空軍基地「エマノイル・イオネスク将軍」
- 空軍第86空軍基地「ゲオルゲ・モチョルニータ飛行中尉」
- 空軍第90空軍基地「ゲオルゲ・バンシウレスク飛行中佐」
- 第1防空ミサイル旅団（英語版）

## 階級
陸軍式と海軍式が混用される独自の階級呼称である。

### 将校
| NATO 階級符号   | OF-1          | OF-1       | OF-2    | OF-3                | OF-4             | OF-5     | OF-6                       | OF-7          | OF-8               | OF-9    | OF-10   |
| 区分            | 尉官          | 尉官       | 尉官    | 佐官                | 佐官             | 佐官     | 将官                       | 将官          | 将官               | 将官    | 将官    |
| 階級名          | 少尉          | 中尉       | 大尉    | 少佐                | 中佐             | 大佐     | 代将                       | 少将          | 中将               | 大将    | 元帥    |
| --------------- | ------------- | ---------- | ------- | ------------------- | ---------------- | -------- | -------------------------- | ------------- | ------------------ | ------- | ------- |
| 階級章          |               |            |         |                     |                  |          |                            |               |                    |         |         |
| 階級名 （原語） | Sublocotenent | Locotenent | Căpitan | Locotenent comandor | Căpitan comandor | Comandor | General de flotilă aeriană | General maior | General locotenent | General | Mareșal |
| 略称            | Slt.          | Lt.        | Cpt.    | Lt. cdor.           | Cpt. cdor.       | Cdor.    | Gl. fl. aer.               | Gl. mr.       | Gl. lt.            | Gl.     | -       |

### 下士官・兵
| NATO 階級符号   | OR-1 / OR-2 | OR-3    | OR-4                  | OR-4                 | OR-4                | OR-5                        | OR-6                         | OR-7                          | OR-8                         | OR-9                        | OR-9                         |
| 区分            | 兵          | 兵      | 兵                    | 兵                   | 兵                  | 下士官                      | 下士官                       | 下士官                        | 下士官                       | 下士官                      | 下士官                       |
| 階級名          | 兵          | 兵長    | 三等伍長              | 二等伍長             | 一等伍長            | 軍曹                        | 上級軍曹                     | 曹長                          | 上級曹長                     | 先任上級曹長                | 最先任上級曹長               |
| --------------- | ----------- | ------- | --------------------- | -------------------- | ------------------- | --------------------------- | ---------------------------- | ----------------------------- | ---------------------------- | --------------------------- | ---------------------------- |
| 階級章          |             |         |                       |                      |                     |                             |                              |                               |                              |                             |                              |
| 階級名 （原語） | Soldat      | Fruntaș | Caporal clasa a III-a | Caporal clasa a II-a | Caporal Clasa a I-a | Sergent                     | Sergent major                | Plutonier                     | Plutonier major              | Plutonier adjutant          | Plutonier adjutant principal |
| 略称            | Sold.       | Frt.    | Cap. III              | Cap. II              | Cap. I              | Sg.                         | Sg. maj.                     | Plt.                          | Plt. maj.                    | Plt. adj.                   | Plt. adj. pr.                |
| 区分            |             |         |                       |                      |                     | 特技兵                      | 特技兵                       | 特技兵                        | 特技兵                       | 特技兵                      | 特技兵                       |
| 階級名          |             |         |                       |                      |                     | 五等特技兵                  | 四等特技兵                   | 三等特技兵                    | 二等特技兵                   | 一等特技兵                  | 特技兵長                     |
| 階級章          |             |         |                       |                      |                     |                             |                              |                               |                              |                             |                              |
| 階級名 （原語） |             |         |                       |                      |                     | Maistru militar clasa a V-a | Maistru militar clasa a IV-a | Maistru militar clasa a III-a | Maistru militar clasa a II-a | Maistru militar clasa a I-a | Maistru militar principal    |
| 略称            |             |         |                       |                      |                     | M. m. V                     | M. m. IV                     | M. m. III                     | M. m. II                     | M. m. I                     | M. m. p.                     |

## 国籍識別標
ルーマニアでは、伝統的には主として第一次世界大戦時の連合軍機のような円形の国籍識別標（ラウンデル）が使用されてきた。その後、第二次世界大戦時にドイツ式の十字架に改められ、1944年まで使用された。いったん円形に戻ったが、共産主義系の人民政府が成立すると、円形のものを改めてソ連式の「赤い星」のバリエーションが採用された。これは1985年に円形のものに戻されるまで使用された。冷戦終結後の現在では、諸外国で標準的な円形の識別標が使用されている。

国籍識別標（1912年 - 1941年、1944年 - 1950年、1984年 - 現在）
第二次世界大戦時に使用されたドイツ式の旧国籍識別標（1941年 - 1944年）
共産主義政権下で使用されたソ連式の国籍識別標（1947年 - 1985年）

## 装備

### 固定翼機
| 名称      | 画像 | 製造国         | 種別   | 現用数                  | 備考                 |
| --------- | ---- | -------------- | ------ | ----------------------- | -------------------- |
| F-16AM/BM |      | アメリカ合衆国 | 戦闘機 | 33                      | ノルウェー空軍中古機 |
| F-35A     |      | アメリカ合衆国 | 戦闘機 | 0                       | 32機発注             |
| An-30     |      | ソビエト連邦   | 偵察機 | 2                       |                      |
| An-26     |      | ソビエト連邦   | 輸送機 | 1                       |                      |
| C-27J     |      | イタリア       | 輸送機 | 7                       |                      |
| C-130B/H  |      | アメリカ合衆国 | 輸送機 | C-130B（4） C-130H（4） |                      |
| Yak-52    |      | ソビエト連邦   | 練習機 | 14                      |                      |
| IAR 99    |      | ルーマニア     | 練習機 | 21                      |                      |

### 回転翼機
| 名称    | 画像 | 製造国     | 種別             | 現用数 | 備考         |
| ------- | ---- | ---------- | ---------------- | ------ | ------------ |
| IAR-330 |      | ルーマニア | 汎用ヘリコプター | 57     | 22機は武装型 |
| IAR-316 |      | ルーマニア | 練習ヘリコプター | 7      |              |

### 防空装備
| 名称         | 画像 | 製造国                      | 種別                  | 現用数                          | 備考 |
| ------------ | ---- | --------------------------- | --------------------- | ------------------------------- | ---- |
| MIM-23       |      | アメリカ合衆国              | 地対空ミサイル        | 8個中隊                         |      |
| MIM-104      |      | アメリカ合衆国              | 地対空ミサイル        | 3個中隊                         |      |
| S-60         |      | ソビエト連邦                | 対空機関砲            |                                 |      |
| P-14         |      | ソビエト連邦                | 2次元早期警戒レーダー |                                 |      |
| P-18         |      | ソビエト連邦                | 2次元早期警戒レーダー |                                 |      |
| P-37         |      | ソビエト連邦                | 2次元早期警戒レーダー |                                 |      |
| PRV-13       |      | ソビエト連邦                | 測高レーダー          |                                 |      |
| AN/TPS-79(R) |      | アメリカ合衆国 · ルーマニア | 航空管制レーダー      | 19                              |      |
| AN/FPS-117   |      | アメリカ合衆国              | 3次元対空レーダー     | AN/FPS-117（5） AN/TPS-117（7） |      |

## 主な運用機

### 1910年 - 1920年
- ブレリオ XI
- ファルマン III
- ファルマン 40
- ファルマン 46
- ソッピース ストラッター
- コードロン G.4
- ニューポール 11
- ニューポール 12
- ニューポール 17
- ニューポール 19
- ニューポール 21
- ニューポール 23
- ニューポール 28
- フォッカー D.VII
- SPAD S.VII
- ツェッペリン・シュターケン R.XIVa（R.70）

### 1920年 - 1945年
戦闘機・戦闘爆撃機
- P.11c
- P.11f
- P.24e
- IAR-80
- IAR-80A IAR-80 #101
- IAR-80B
- IAR-80C
- IAR-81C
- MB.152
- ポテ ポテ631C3
- ハリケーンMk.I
- He 112B-1/2
- Bf 109E-3/4/7
- Bf 109F-2/4
- Bf 109G-1/2/6
- Bf 110C/D/F

爆撃機
- ポテ 25
- ポテ ポテ543
- ポテ ポテ633B2
- MB.210Bn4
- P.37A/B
- P.23A/B
- JIS-79B
- JRS-79B/1
- He 111H-3/6
- Hs 129B-2
- IAR-81
- IAR-81A
- IAR-81B
- Ju 87D-3/5
- Ju 88A-4/14 FAR Ju 88D #105, 1992
- B-24D-5-CO

偵察機・直協機
- IAR-38
- IAR-39
- IAR-39A
- ブレニムMk.I
- ポテ ポテ63.11A3
- Do 17M
- Do 17P
- Ju 88D-1
- Fw 189A

輸送機
- ポテ 560
- ポテ 561
- ポテ 566T
- ポテ 62
- ポテ 650
- ポテ 651
- D.H.89ドラゴンラピード
- D.H.90Aドラゴンフライ
- ロッキード モデル10Aエレクトラ
- ロッキード モデル14Hスーパーエレクトラ
- DC-2
- DC-3
- ST-25
- RWD-13S
- RWD-13ST
- フォッカー F.VIIB/3m
- SM-83
- DFS 230
- W 34hi
- He 111E-3
- He 111H-20
- F 13
- Ju 52/3m
- Ju 86E-5
- Go 242

飛行艇・水上機
- S.55A
- S.56
- S.62bis
- SET-4Ha
- SET-7H
- Z.501ガッビアーノ
- He 42
- He 114B
- He 114C
- Ar 196

練習機
- IAR-14
- SET-XV
- P.7
- P.11a
- P.11b
- Fw 190A/F
- I-16 29型
- MiG-3
- Bf 109G-12
- Fi 156シュトルヒ
- Fw 58B
- Fw 58C
- F-10G
- Bf_108
- ルブリン R-XIII
- RWD-8
- RWD-13
- RWD-14b
- RWD-15
- RWD-17
- RWD-17W
- RWD-21
- Ar 66
- U-2

### 1945年 -

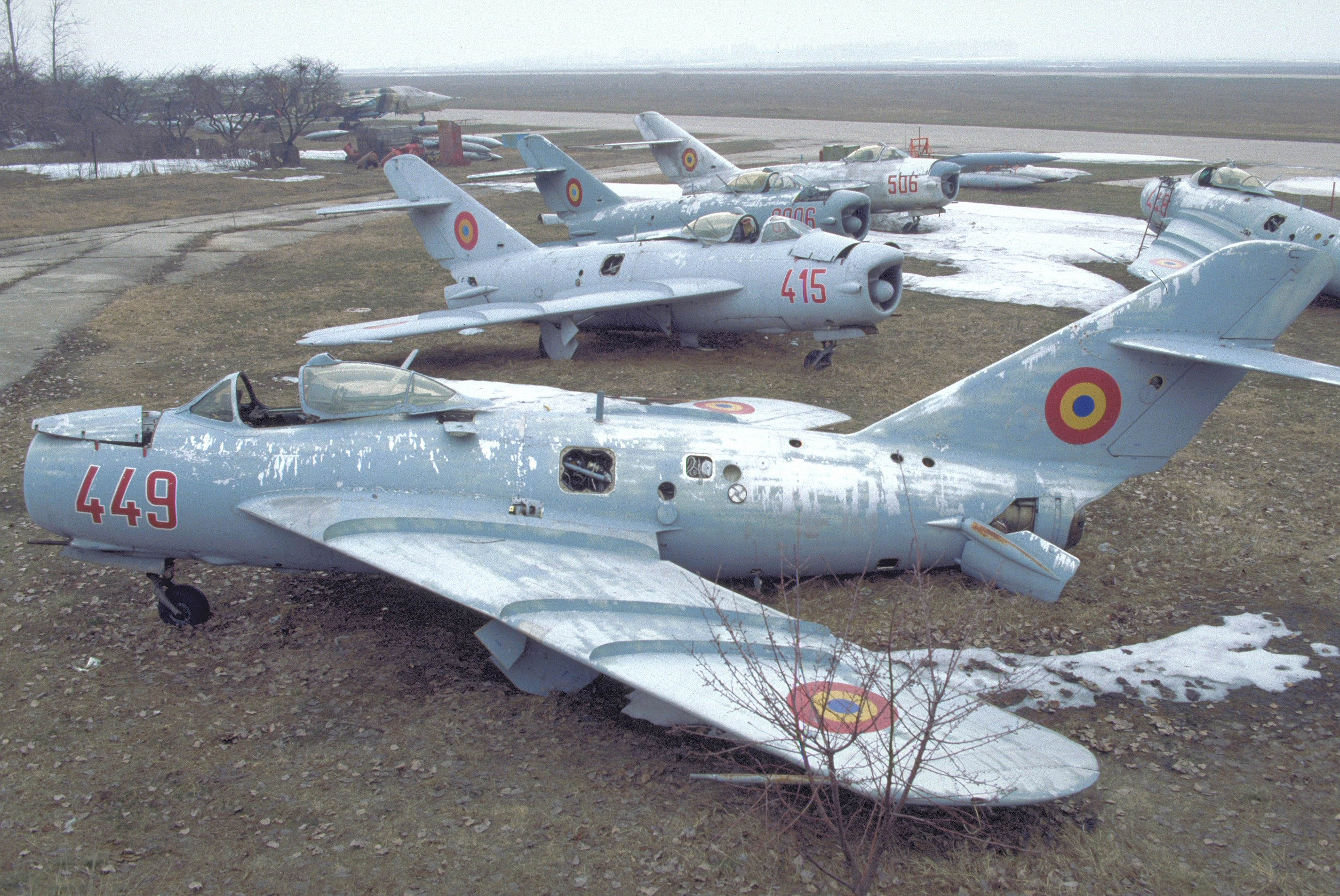
MiG-17F（手前）とMiG-17PF

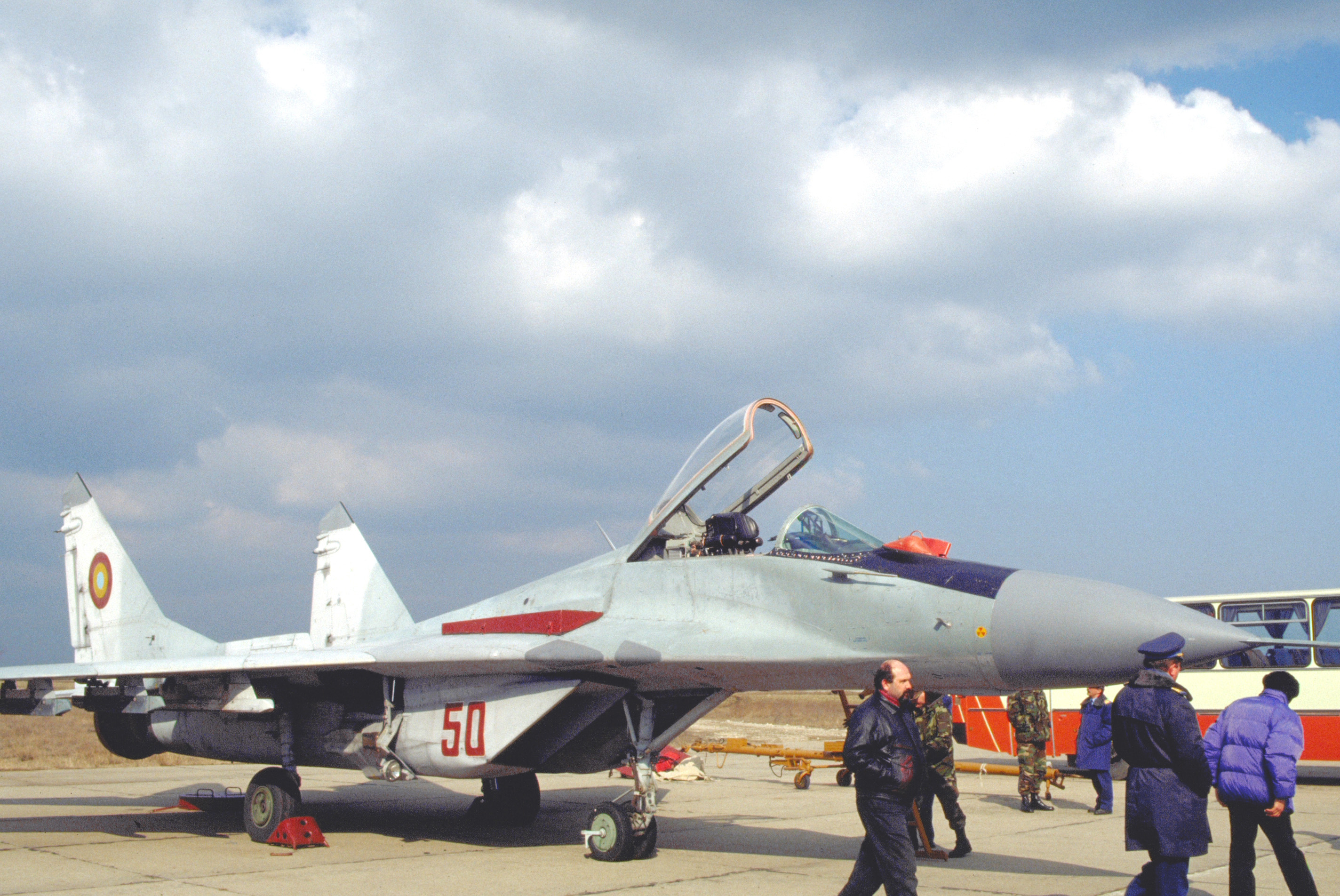
MiG-29A

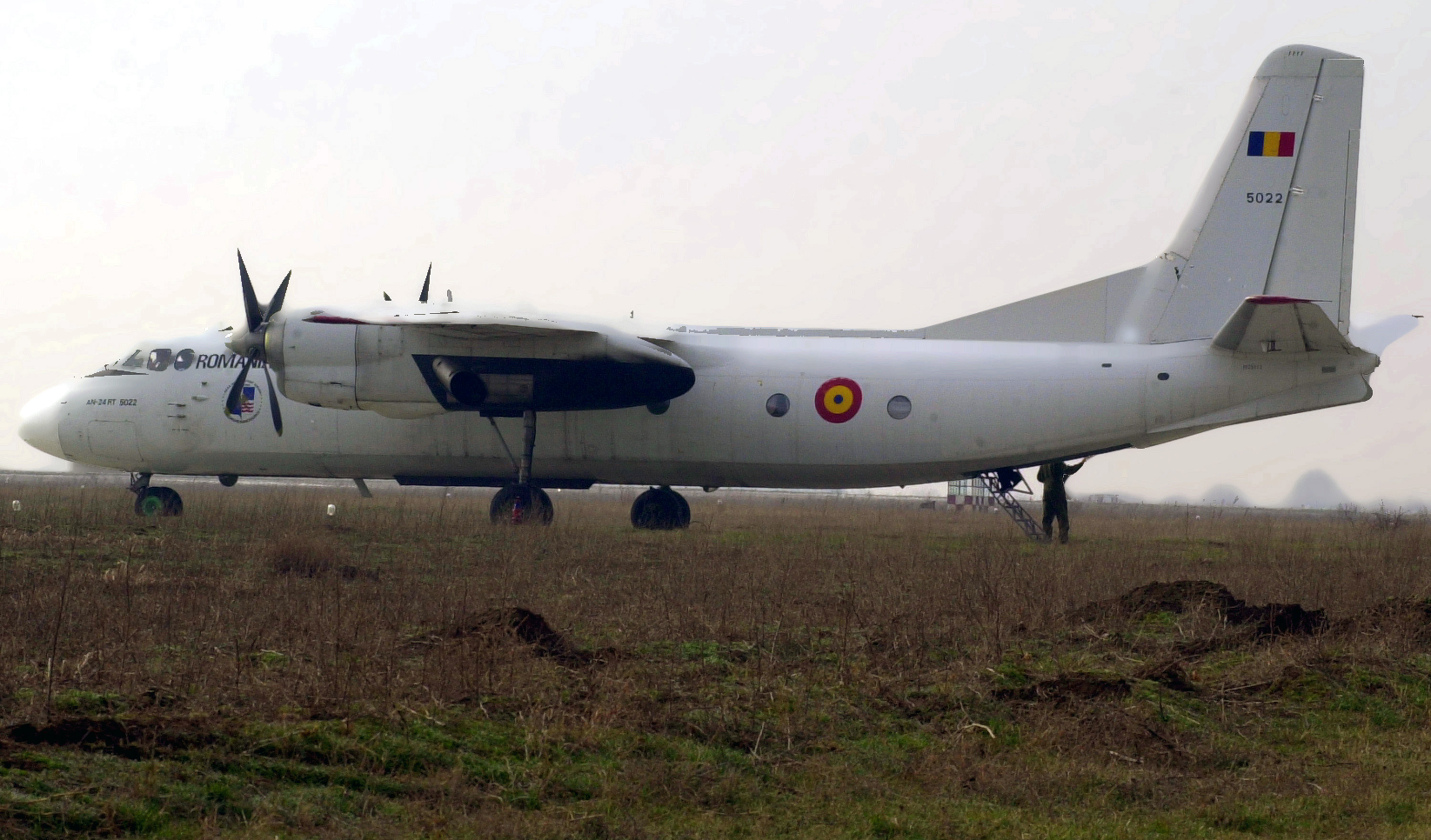
An-24RT

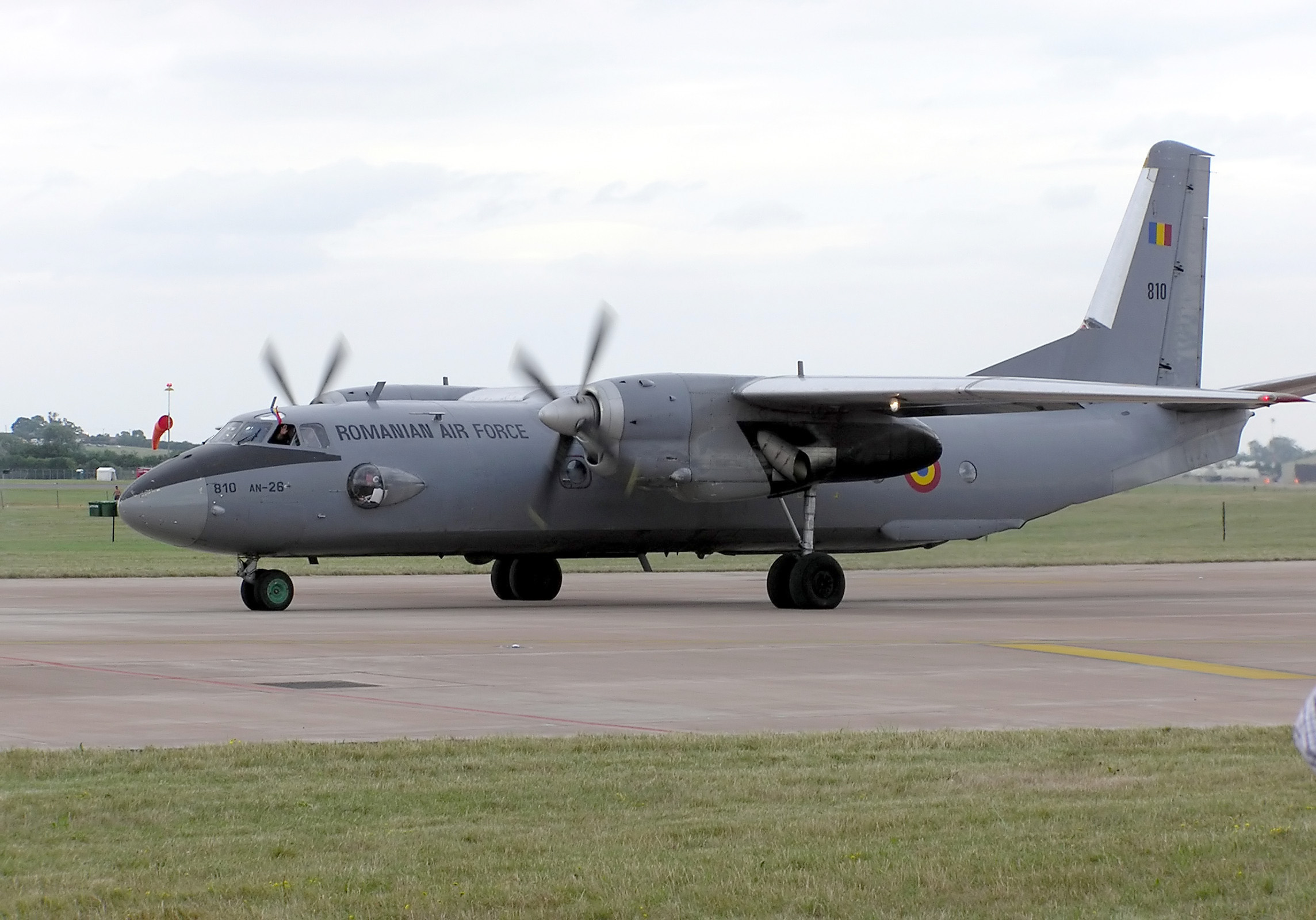
An-26

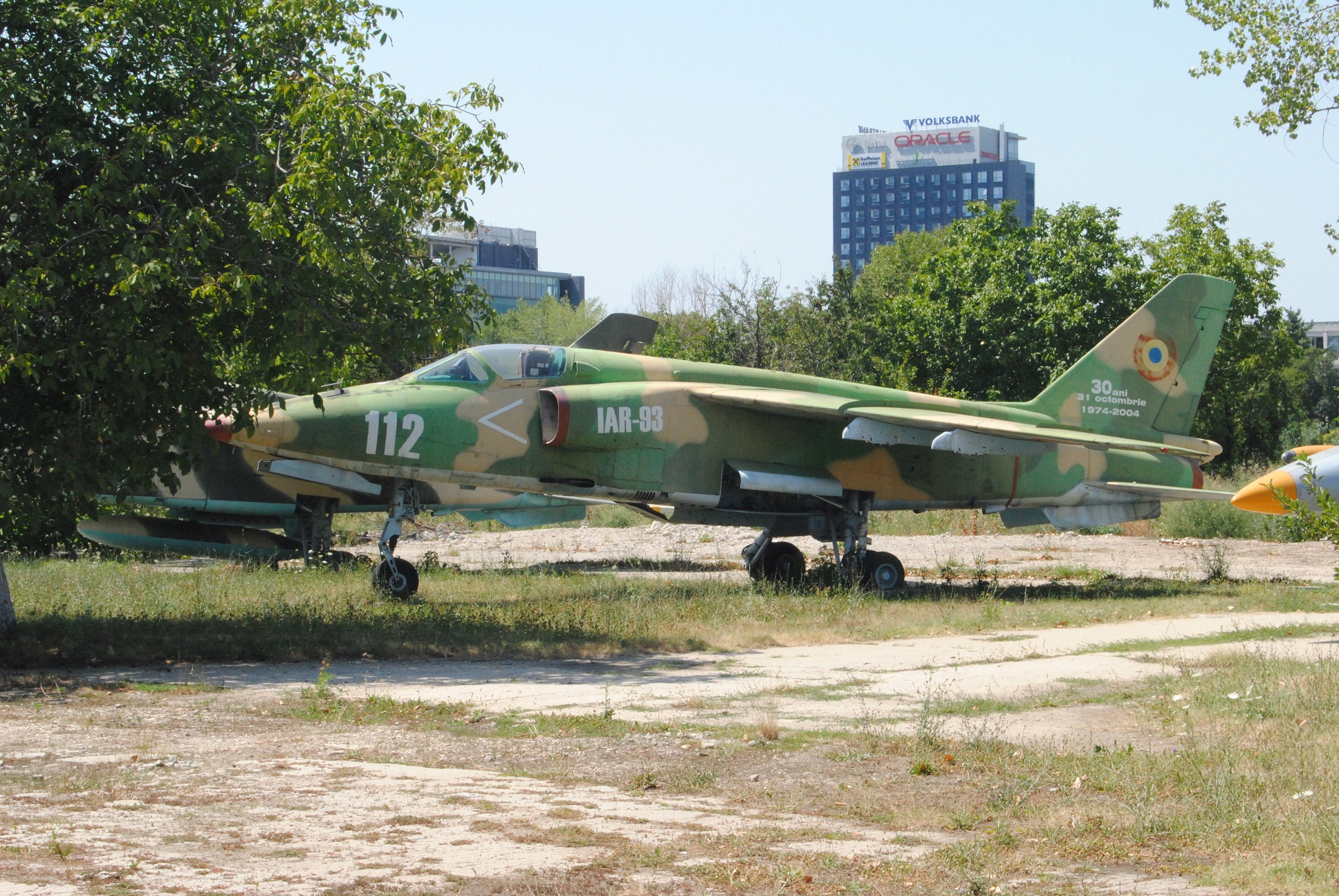
IAR-93

戦闘機
- Bf 109G-6/10/14
- Bf 109Ga-4/6
- La-9 FAR La-9 #66, 1999
- Il-10
- Iak-17 FAR Iak-17UTI, 2006
- Iak-23 FAR Iak-23 #62, 1999
- MiG-15 FAR MiG-15 #319
- MiG-15bis
- S-102
- MiG-17F
- MiG-17PF FAR MiG-17PF #0904, 2005
- MiG-19P/S
- MiG-21F
- MiG-21F-13 FAR MiG-21F-13 #10
- MiG-21PF
- MiG-21RFM FAR MiG-21RFM #710, 1999
- MiG-21RFM-M FAR MiG-21RFM-M #1503&4709&8110 & MiG-21RFM #405 & MiG-21UM #4709, 2004
- MiG-21M FAR MiG-21M #6700
- MiG-21MF FAR MiG-21MF #6025, 1999
- MiG-21MF-75 FAR MiG-21MF-75 #6040, 2002
- MiG-21M/MFランサーA（ランサーI） FAR MiG-21MF Lancer A #5912, 2005
- MiG-21M/MF/MF-75ランサーC（ランサーII） FAR MiG-21MF Lancer C #6305, 2005
- MiG-23MF FAR MiG-23MF #225 & MiG-23UB, 2002
- MiG-29A 9-12A FAR MiG-29A #38&70&69, 2002
- MiG-29 9-13（S?） FAR MiG-29 9-13 #53, 2003
- IAR-93A/B/MBオラオ FAR IAR-93 Orao #182, 2004
- F-16AM

爆撃機
- Tu-2
- Il-28
- H-5 FAR H-5 #708, 1999

偵察機
- Po-2
- H-5R H-5R #310, 2001
- MiG-21R FAR MiG-21R #2007
- An-30 FAR An-30 #

輸送機
- Li-2 FAR Li-2 #06, 2003
- Il-14 FAR Il-14 #2002, 1999
- Il-18 FAR Il-18D #YR-IMM, 2000
- An-2 FAR An-2 #54, 2005
- An-24 FAR An-24RT #5022
- An-26 FAR An-26 #810, 2005
- ブクレシュティROMBAC 1-11-561RC ワン・イレヴン Bucuresti ROMBAC 1-11-561RC One-Eleven #YR-BRE, 2005
- ボーイング707 FAR Boeing 707-3K1C #YR-ABB, 2004
- C-130B FAR C-130B #6166, 2005

回転翼機
- Mi-2
- Mi-4
- Mi-8T FAR Mi-8T #723, 2002
- Mi-8PS FAR Mi-8PS #08, 1999
- Mi-17 FAR Mi-17 #110, 2004
- IAR-316BアルエットIII FAR IAR-316B #39
- IAR-330Hプーマ
- IAR-330Lプーマ FAR IAL-330L Puma #75, 2004
- IAR-330LプーマSOCAT FAR IAR-330L Puma SOCAT #78, 2005

練習機
- Fi 167
- Iak-18
- Iak-52 FAR Iak-52 #38
- L-29 FAR L-29 #50&52, 2004
- L-39ZA FAR L-39ZA #149, 2004
- MiG-15UTI FAR MiG-15UTI #134, 1999
- MiG-21UTI
- MiG-21U-400 FAR MiG-21U-400 #1120, 1999
- MiG-21U-600
- MiG-21US
- MiG-21UM FAR MiG-21UM #6926
- MiG-21UMランサーB（ランサーI） FAR MiG-21UM Lancer B #9526, 2001
- MiG-23UB FAR MiG-23UB #140
- MiG-29UB FAR MiG-29UB #23
- IAR-99ショイム FAR IAR-99 Şoim #721, 2004
- HJ-5 FAR HJ-5 #408, 2001

試作機
- MiG-29スナイパー FAR MiG-29 Sniper #67, 2000
- MiG-21bisランサーIII FAR MiG-21bis Lancer III #165, 2002